# Mathias Etéus
Mathias Etéus, född 7 juni 1990 i Tölö, är en svensk före dette fotboll- och futsalspelare. År 2019 tillträdde han rollen som gruppchef för futsal på Svenska Fotbollförbundet.
Mathias Etéus debuterade i allsvenskan 24 september 2008 som anfallare för IFK Göteborg i en match mot Ljungskile. Han hade under hela sin sejour i IFK Göteborg kontrakt med IFK Göteborgs U-lag, dit han kom vintern 2006/2007 då han flyttade från sin moderklubb Tölö IF. I juni 2009 lånades han ut till FC Trollhättan i Superettan och fick under hösten samma år speltid. Inför säsongen 2010 skrev han på för Jönköpings Södra IF, där han fick ett kontrakt som sträckte sig över tre år, varav det sista var ett optionsår.
Etéus debuterade i P90-landslaget 9 september 2008 mot Finland på Strömvallen i Gävle. Han spelade senare även EM-kval i Makedonien med samma landslag.
2013 började Etéus spela futsal med Göteborg Futsal Club (nuvarande IFK Göteborg Futsal). Där vann han tre SM-guld samt har spelat 34 landskamper för Sverige. Säsongen 2017/2018 blev han framröstad till Årets spelare i futsal av Stufs, stiftelsen för utveckling av futsal i Sverige.
2018 tog Etéuss upp sin fotbollskarriär igen och spelar i Lindome GIF. Efter säsongen avslutade Etéuss sin futsalkarriär.

## Klubbar
- Lindome GIF (2018-)
- Lunden ÖBK (2013-2014)
- Utsiktens BK (2013)
- Tenhults IF (2012)
- Jönköpings Södra IF (2010-2011)
- FC Trollhättan  (lån) (2009)
- IFK Göteborg U (2006-2009)
- Tölö IF (1994-2006)